# Грунд, Эдуард
Эдуард Грунд (нем. Eduard Grund; 31 мая 1802, Гамбург — 25 ноября 1871, Майнинген) — немецкий дирижёр и скрипач. Брат Фридриха Вильгельма Грунда.
Учился у своего отца — музыкального педагога, дебютировал как скрипач в Гамбурге в 1815 году. В дальнейшем совершенствовал свои профессиональные навыки под руководством Андреаса Ромберга и у Луи Шпора (занимаясь с последним, одновременно учил музыке его детей). С 1820 г. концертировал как солист в различных городах Германии, а также в Лондоне (1823), во Франции и Нидерландах. В 1822—1825 гг. концертмейстер Майнингенской придворной капеллы герцога Саксен-Мейнингенского. В 1829 г. вернулся в Майнинген и до 1857 г. занимал должность капельмейстера; в 1831 г. был музыкальным руководителем церемонии открытия Майнингенского театра. Автор ряда сочинений для своего инструмента, увертюр, песен.